# Hypolamprus aerarius
Hypolamprus aerarius är en fjärilsart som beskrevs av Van Eecke 1929. Hypolamprus aerarius ingår i släktet Hypolamprus och familjen Thyrididae. Inga underarter finns listade i Catalogue of Life.